# Anita (cantora)
Anita (nascida Anita Spanner, Distrito de Fürstenfeld, Estíria, Áustria, 22 de dezembro de 1960) é uma cantora austríaca. Anita foi a representante da Áustria no Festival Eurovisão da Canção 1984, com a canção "Einfach weg".

## Discografia

### Singles
- Einfach weg (1984)
- Du hast es geschafft
- Land in Sicht (1991)
- Ich hab es gewusst
- Du weckst den Tiger in mir